# Roztocze Gorajskie
Roztocze Gorajskie - obszar wyróżniany w ramach Roztocza, położony w jego północno-zachodniej części, w województwie lubelskim. Obszar Roztocza Gorajskiego jest oddzielony od Roztocza Szczebrzeszyńskiego rzeką Gorajką; obie krainy tworzą Roztocze Zachodnie. Najwyższy punkt ma wysokość 337,5 m n.p.m. i jest nim szczyt Wielka Jeżówka.